# Число Мерсенна
Число́ Мерсе́нна (Mersenne number) — числа виду {\displaystyle M_{n}=2^{n}-1}, де {\displaystyle n} — натуральне число. Числа називають іменем французького математика Марена Мерсенна, що жив на початку XVII століття.
Послідовність чисел Мерсенна починається так:
1, 3, 7, 15, 31, 63, 127, 255, 511, 1023, … (послідовність A000225 з Онлайн енциклопедії послідовностей цілих чисел, OEIS)
Іноді числами Мерсенна називають числа {\displaystyle M_{p}} з простими індексами {\displaystyle p}. Ця послідовність починається так:
3, 7, 31, 127, 2047, 8191, 131071, 524287, 8388607,… (послідовність A001348 з Онлайн енциклопедії послідовностей цілих чисел, OEIS)

## Властивості
- Будь-який дільник числа {\displaystyle M_{p}} для простого {\displaystyle p} має вигляд {\displaystyle 2pk+1}, де {\displaystyle k} — ціле число: це прямий наслідок малої теореми Ферма.
- Ейлер довів, що кожне парне досконале число має вигляд {\displaystyle 2^{p-1}M_{p}}, де число Мерсенна {\displaystyle M_{p}} є простим.

## Прості числа Мерсенна
Числа Мерсенна є добре відомими у зв'язку з ефективним тестом простоти Люка — Лемера, завдяки якому прості числа Мерсенна давно утримують лідерство як найвідоміші прості числа. Станом на жовтень 2024 року найбільшим відомим простим числом є число Мерсенна {\displaystyle M_{136279841}=2^{136279841}-1}, знайдене 12 жовтня 2024 року в рамках проєкту розподілених обчислень GIMPS. Загалом відомо 52 простих числа Мерсенна, з них 18 були знайдені в ході проєкту GIMPS, при чому порядкові номери точно встановлені лише у перших 48.
Послідовність простих чисел Мерсенна і їх показників починається так:
{\displaystyle M_{p}}: 3, 7, 31, 127, 8191, 131071, 524287, 2147483647, 2305843009213693951, 618970019642690137449562111, … (послідовність A000668 з Онлайн енциклопедії послідовностей цілих чисел, OEIS)
{\displaystyle p}: 2, 3, 5, 7, 13, 17, 19, 31, 61, 89, … (послідовність A000043 з Онлайн енциклопедії послідовностей цілих чисел, OEIS)

## Відкриті проблеми
- Нескінченність кількості простих чисел Мерсенна і їх асимптотика
- Простота числа {\displaystyle M_{M_{61}}=2^{2^{61}-1}-1}

## Факторизація чисел Мерсенна
| p   | Mp                              | Факторизація Mp                                                      |
| --- | ------------------------------- | -------------------------------------------------------------------- |
| 11  | 2047                            | 23 × 89                                                              |
| 23  | 8 388 607                       | 47 × 178 481                                                         |
| 29  | 536 870 911                     | 233 × 1103 × 2089                                                    |
| 37  | 137 438 953 471                 | 223 × 616 318 177                                                    |
| 41  | 2 199 023 255 551               | 13 367 × 164 511 353                                                 |
| 43  | 8 796 093 022 207               | 431 × 9719 × 2 099 863                                               |
| 47  | 140 737 488 355 327             | 2351 × 4513 × 13 264 529                                             |
| 53  | 9 007 199 254 740 991           | 6361 × 69 431 × 20 394 401                                           |
| 59  | 57 646 075 230 343 487          | 179 951 × 3 203 431 780 337 (13 цифр)                                |
| 67  | 147 573 952 589 676 412 927     | 193 707 721 × 761 838 257 287 (12 цифр)                              |
| 71  | 2 361 183 241 434 822 606 847   | 228 479 × 48 544 121 × 212 885 833                                   |
| 73  | 9 444 732 965 739 290 427 391   | 439 × 2 298 041 × 9 361 973 132 609 (13 цифр)                        |
| 79  | 604 462 903 807 314 587 353 087 | 2687 × 202 029 703 × 1 113 491 139 767 (13 цифр)                     |
| 83  | 967140655691…033397649407       | 167 × 57 912 614 113 275 649 087 721 (23 цифр)                       |
| 97  | 158456325028…187087900671       | 11 447 × 13 842 607 235 828 485 645 766 393 (26 цифр)                |
| 101 | 253530120045…993406410751       | 7 432 339 208 719 (13 цифр) × 341 117 531 003 194 129 (18 цифр)      |
| 103 | 101412048018…973625643007       | 2 550 183 799 × 3 976 656 429 941 438 590 393 (22 цифри)             |
| 109 | 649037107316…312041152511       | 745 988 807 × 870 035 986 098 720 987 332 873 (24 цифри)             |
| 113 | 103845937170…992658440191       | 3391 × 23 279 × 65 993 × 1 868 569 × 1 066 818 132 868 207 (16 цифр) |
| 131 | 272225893536…454145691647       | 263 × 10 350 794 431 055 162 386 718 619 237 468 234 569 (38 цифр)   |